# Weltyogatag

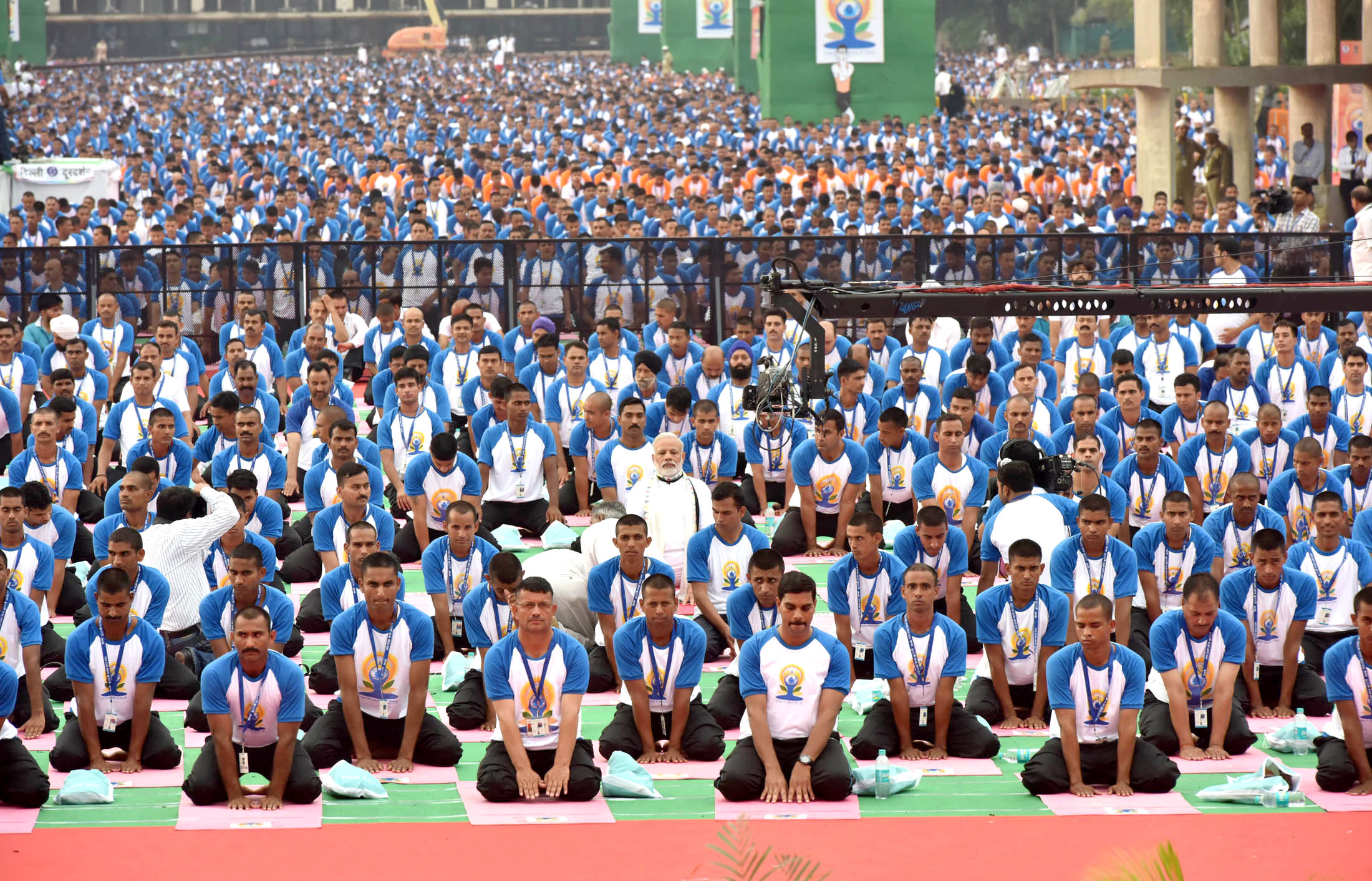
Weltyogatag 2016 in Chandigarh, Indien

Der Weltyogatag oder der Internationale Tag des Yoga ist ein Welttag, der erstmals 2015 und seither jährlich am 21. Juni begangen wird.

## Entstehung

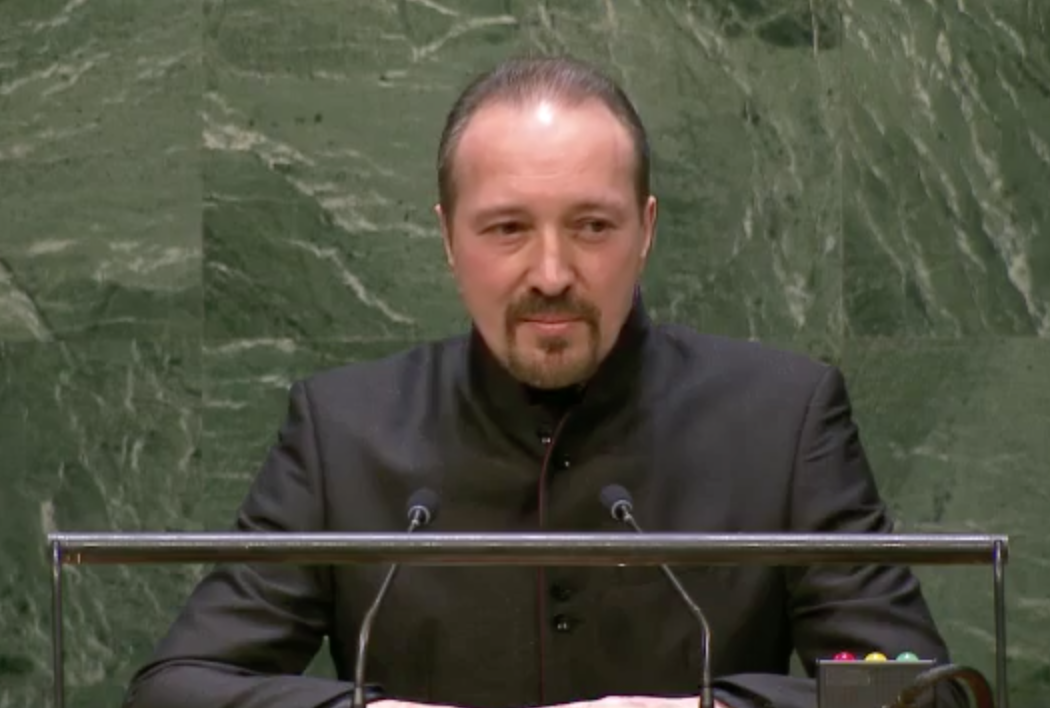
Botschafter Angelo A Toriello mit einer Rede bei der UN für den Weltyogatag

Der Tag beruht auf einer Resolution der Generalversammlung der Vereinten Nationen, die am 11. Dezember 2014 beschlossen wurde. Sie lautet (Auszug): 

„Die Generalversammlung,
- feststellend, wie wichtig es ist, dass die einzelnen Menschen wie auch die Bevölkerung im Allgemeinen gesundheitsfördernde Entscheidungen treffen und gesunde Lebensweisen führen,
- unterstreichend, dass globale Gesundheit ein langfristiges Entwicklungsziel ist, das eine engere internationale Zusammenarbeit durch den Austausch bewährter Verfahren erfordert, mit dem Ziel, eine bessere individuelle Lebensführung zu entwickeln, die frei von jeglicher Maßlosigkeit ist,
- in der Erkenntnis, dass Yoga einen ganzheitlichen Ansatz für Gesundheit und Wohlbefinden bietet,
- sowie in der Erkenntnis, dass eine weitere Verbreitung von Informationen über die Vorteile der Ausübung von Yoga förderlich für die Gesundheit der Weltbevölkerung wäre,

1. beschließt, den 21. Juni zum Internationalen Tag des Yoga zu erklären;

2. bittet alle Mitglied- und Beobachterstaaten, die Organisationen des Systems
der Vereinten Nationen und sonstigen internationalen und regionalen Organisationen sowie
die Zivilgesellschaft, einschließlich nichtstaatlicher Organisationen und Privatpersonen,
den Internationalen Tag des Yoga in angemessener Weise und im Einklang mit den nationalen
Prioritäten zu begehen, um die Vorteile der Ausübung von Yoga stärker ins öffentliche
Bewusstsein zu rücken;

3. betont, dass die Kosten aller aus der Durchführung dieser Resolution hervorgehenden
Aktivitäten aus freiwilligen Beiträgen gedeckt werden sollen;

4. ersucht den Generalsekretär, diese Resolution allen Mitglied- und Beobachterstaaten
und den Organisationen des Systems der Vereinten Nationen zur Kenntnis zu bringen.“

Aus dem Inhalt der Resolution ergibt sich, dass die Generalversammlung dem Yoga einen gesundheitlichen Nutzen zuschreibt. Die Resolution wurde von der indischen Regierung initiiert und von 177 Mitgliedsstaaten (derzeit 193) unterstützt.
Am 21. April 2015 fand im Europäischen Parlament eine Auftaktveranstaltung zum Weltyogatag statt. Sri Sri Ravi Shankar hielt dort eine Ansprache. Nirj Deva, Mitglied des Europäischen Parlaments mit Wurzeln in Sri Lanka, erklärte: „Wir im Europäischen Parlament sind stolz darauf, diese Auftaktveranstaltung zum Thema Yoga im Vorfeld der offiziellen Feierlichkeiten zum 21. Juni ausrichten zu können.“